# Штейнберг, Йонатан
Йонатан Штейнберг (ивр. יהונתן שטיינברג‎, 1980, Иерусалим — 7 октября 2023, Керем-Шалом, Южный округ) — офицер Армии обороны Израиля (ЦАХАЛ) в звании полковника, командир 933-й бригады «Нахаль» (май — октябрь 2023). Ранее занимал должности командира Центра тактической подготовки ЦАХАЛа, командира бригады Биньямина, помощника командира бригады (операции) Стального формирования и командира 931-го батальона.

## Биография
Штейнберг учился в ешиве средней школы Хорев и ешиве Маале Элияху в Тель-Авиве. Был зачислен в Армию обороны Израиля (ЦАХАЛ) в августе 2000 года и направлен в батальон 931-й бригады Нахаль. После прохождения базовой подготовки служил рядовым в батальоне. Прошёл курс Корпуса сбора боевой разведки ЦАХАЛа и Школу кандидатов в офицеры ЦАХАЛа. По окончании курсов вернулся в 931-й батальон, где был назначен командиром взвода и участвовал в боевых операциях против палестинского терроризма во время Второй интифады.
Позже служил командиром роты в 931-м батальоне. С 2011 по 2012 год занимал должность заместителя командира 931-го батальона. После этого с 2012 по 2013 год занимал должность помощника командира бригады Нахаль. Впоследствии он был назначен военным секретарём начальника штаба и занимал эту должность с 2013 по 2015 год.
С 28 мая 2023 года — командир 933-й бригады «Нахаль».
7 октября 2023 года убит в бою во время столкновения с палестинскими боевиками в результате нападения на Израиль.